# Тракарх
Част от самоуправлението на провинция Тракия по римско време се осъществявало от общопровинциалното събрание на траките наречено Тракон Койнон. Неговото седалище се намирало във Филипопол. Характерното за него е, че било лишено от административна власт. В правомощията му влизали утвърждаване бюджета на храмовете, техния персонал, избирало при необходимост пратеник за Рим, организиране и провеждане на култа към императора в града и провинция Тракия. Последното включвало организиране и провеждане веднъж годишно на празненства и игри за честване на императорския култ. Начело на събранието стоял върховен жрец, наречен тракарх, избиран от него за срок от една година. Тракарсите освен тази титла носели и редица други почетни такива. Те били родом от различни тракийски градове, траки или римски граждани. Известни са имената на 12 тракарха, от които пет са на романизирани траки.
- Елий, син на Котис, ср. на II в. сл. Хр.
- Гай Юлий Терес, 161 – 180 г. сл. Хр.
- Луций Фулвий Астик, 187 г. сл. Хр.
- Бебий, син на Аполинарий, 195 г. сл. Хр.
- Битюс, 215 г. сл. Хр.
- Аврелий Руф, 219 г. сл. Хр.
- Тиберий Флавий Прискиан, 222 – 235 г. сл. Хр.
- Марк Аврелий Стасон, син на Язон, 235 – 236 г. сл. Хр.
- М. Аврелий Еустохий Келер, син на Асклепиад, 250 г. сл. Хр.
- Тит Флавий Варий Руф, вт.пол. на III в. сл. Хр.
- Флавий Диофан (?), преди 297 г. сл. Хр.
- Марк Аврелий Фронтон, 297 г. сл. Хр.
- Себазиан, неизв.
- Котос, неизв.